# Доэрти, Пэтси
Патрик Генри «Пэтси» Доэрти (англ. Patrick Henry «Patsy» Dougherty, 27 октября 1876, Андовер, Нью-Йорк — 30 апреля 1940, Боливар, Нью-Йорк) — американский бейсболист, аутфилдер. Выступал в Главной лиге бейсбола с 1902 по 1911 год. Двукратный победитель Мировой серии.

## Биография
Патрик Доэрти родился 27 октября 1876 года в Андовере. Он был седьмым из восьми детей в семье Майкла Доэрти, эмигрировавшего в США из Ирландии во время Великого голода. В 1890-х годах семья переехала в Боливар. Там Пэтси учился в школе и начал играть в бейсбол.
С 1896 по 1901 год Доэрти играл за различные команды младших лиг на северо-востоке США. Дольше всего, на три сезона, он задержался в Бриджпорте. Карьеру в бейсболе Пэтси начинал как питчер, но затем, благодаря скорости и сильному удару, оказался более востребован как аутфилдер. В конце 1901 года он уехал играть в зимнюю лигу в Лос-Анджелес. Тренером его команды был Джимми Коллинз, который и пригласил Доэрти в «Бостон Американс».
Девятнадцатого апреля 1902 года Пэтси дебютировал в Главной лиге бейсбола. Несмотря на то, что из-за различных повреждений он пропустил около тридцати матчей, Доэрти стал лучшим отбивающим команды с показателем 34,2 %. Главным его недостатком стала игра в защите, где он был худшим среди всех аутфилдеров лиги. Второй год в составе «Американс» стал для него лучшим в карьере. Доэрти возглавил Американскую лигу по количеству хитов и набранных очков, а «Бостон» выиграл чемпионат. Соперником команды в Мировой серии стали «Питтсбург Пайрэтс». Во второй игре Пэтси выбил два хоум-рана, а в пятой два трипла и сингл. После триумфального завершения сезона у команды сменился владелец и Доэрти долго не мог договориться с клубом об условиях нового контракта. В конце концов сделка состоялась, но отношения между игроком и хозяином команды испортились. В июне 1904 года его обменяли в «Нью-Йорк Хайлендерс».
В матчах против своей бывшей команды Доэрти блистал. Первая его игра против «Американс» состоялась 25 июня и он выбил три хита против Сая Янга. Ещё четыре хита Пэтси выбил в игре 11 июля. В концовке чемпионата «Хайлендерс» обыграли «Бостон» со счётом 3:2 благодаря двум его очкам. Это поражение едва не лишило бостонцев победы в Американской лиге. По итогам сезона Доэрти снова стал лучшим в Главной лиге бейсбола по числу ранов.
В 1905 году в игре Доэрти произошёл спад. Он снова неудачно действовал в защите, а его показатель отбивания упал до 26,3 %. В начале 1906 года конфликт Пэтси с менеджером команды Кларком Гриффитом из-за нового контракта вылился в рукоприкладство. Он сыграл всего двенадцать матчей, после чего покинул Нью-Йорк. Доэрти присоединился к команде из Ланкастера, которая играла в независимой Лиге трёх штатов. Эта организация не признавалась Главной лигой бейсбола и её комиссар наложил на Пэтси дисквалификацию.
В июле менеджер «Чикаго Уайт Сокс» Филдер Джонс договорился с «Хайлендерс» о выкупе контракта Доэрти. Дисквалификация была снята и он смог продолжить карьеру. Показатель отбивания Пэтси в 1906 году снизился ещё больше, до отметки 23,3 %. При этом он всё равно был лучше, чем в среднем по команде. В защите он стал действовать надёжнее, допустив всего две ошибки, тогда как годом ранее сделал двадцать одну. «Уайт Сокс» выиграли чемпионат Американской лиги и в Мировой серии встретились с соседями из «Чикаго Кабс». В шести играх серии Доэрти выбил только два хита. «Уайт Сокс» же одержали сенсационную победу со счётом 4:2.
В сезонах 1907 и 1908 годов «Уайт Сокс» также были в числе лидеров, но оба раза финишировали на третьем месте. Доэрти оставался лучшим отбивающим команды, а также лидировал по числу украденных баз. Последовавшее затем постепенно обновление состава привело к падению Чикаго в турнирной таблице: сначала на четвёртое место, затем на шестое. В 1910 году Пэтси остался в команде единственным ветераном, но продолжал возглавлять её в основных статистических категориях. Последним для него стал сезон 1911 года. Из-за проблем со здоровьем Доэрти сыграл только в 76 матчах, но его показатель отбивания вырос до 28,9 %. Способствовало этому появление новых мячей с сердцевиной из пробки. После окончания чемпионата он завершил карьеру.
Доэрти был довольно обеспеченным человеком благодаря своим инвестициям в недвижимость и добычу нефти. Газета Chicago Tribune называла его одним из самых богатых бейсболистов. Несмотря на это, он продолжал работать. Почти тридцать лет Пэтси был банковским работником под началом своего старшего брата. С супругой Флоренс у них было пятеро детей, младший из которых умер младенцем. На пенсию он вышел в конце 1930-х годов. Тридцатого апреля 1940 года Пэтси Доэрти скончался в результате сердечного приступа. Он похоронен на католическом кладбище святой Марии в Боливаре.